# Pentacalia freemanii
Pentacalia freemanii là một loài thực vật có hoa trong họ Cúc. Loài này được (Britton & Greenm.) Cuatrec. mô tả khoa học đầu tiên năm 1982.